# Chameyrat
Chameyrat is een gemeente in het Franse departement Corrèze (regio Nouvelle-Aquitaine). De plaats maakt deel uit van het arrondissement Tulle. Chameyrat telde op 1 januari 2022 1.492 inwoners.

## Geografie
De oppervlakte van Chameyrat bedroeg op 1 januari 2022 18,95 vierkante kilometer; de bevolkingsdichtheid was toen 78,7 inwoners per km².
De onderstaande kaart toont de ligging van Chameyrat met de belangrijkste infrastructuur en aangrenzende gemeenten.

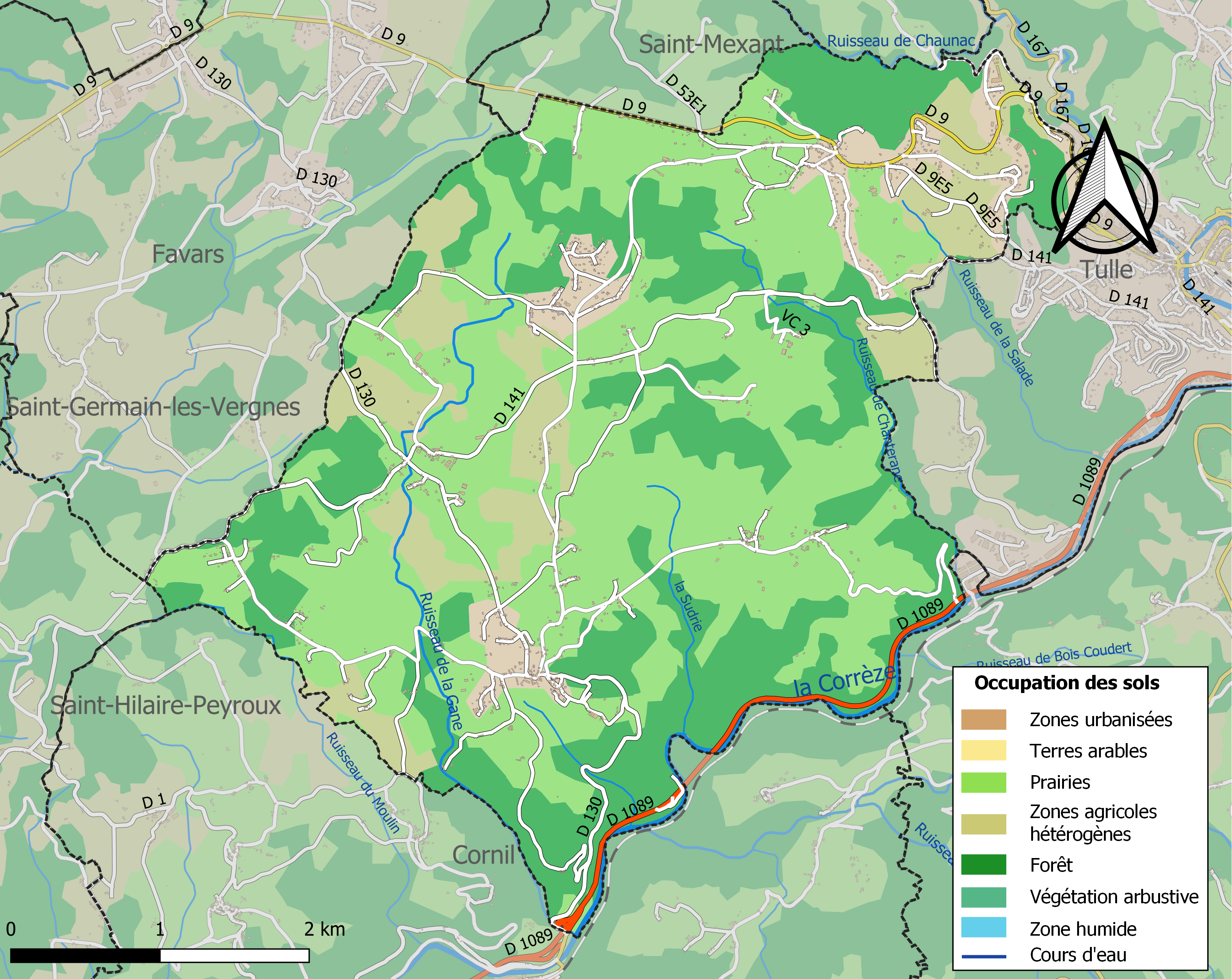

## Demografie
Onderstaande figuur toont het verloop van het inwonertal (bron: INSEE-tellingen).